# Japanischer Gilbweiderich
Der Japanische Gilbweiderich (Lysimachia japonica) ist eine Pflanzenart aus der Gattung Gilbweiderich (Lysimachia).

## Merkmale
Der Japanische Gilbweiderich ist eine oberirdische Ausläufer bildende, ausdauernde, krautige Pflanze, die Wuchshöhen von 10 bis 30 cm erreicht. Der Stängel ist deutlich behaart. Die Laubblätter sind gegenständig. Die Blattspreite misst 1 bis 3 × 0,8 bis 2 Zentimeter und ist breit eiförmig, drüsig punktiert und hat eine kurze Spitze. Die Blüten sind einzeln blattachselständig angeordnet und fünfzählig. Der Blütenstiel ist bis 10 Millimeter lang. Die Kelchzipfel sind lineal-lanzettlich und deutlich behaart. Die Krone ist gelb. Die Kronzipfel sind eiförmig und ungefähr 5 Millimeter lang.
Die Blütezeit reicht von Mai bis Juni.
Die Chromosomenzahl beträgt 2n = 18, 20 oder 22.

## Vorkommen
Der Japanische Gilbweiderich kommt in Japan, Süd- und Zentral-China, Taiwan, Korea und Malaysia an schattigen Ufern und in feuchten Wäldern in Höhenlagen bis 2130 Meter vor.

## Systematik
Die Varietät Lysimachia japonica var. minutissima Masam. hat verkehrteiförmige Kronzipfel. Ihre Blattspreiten messen 0,2 bis 0,5 × 0,2 bis 0,5 Zentimeter.

## Nutzung
Der Japanische Gilbweiderich wird selten als Zierpflanze für Gehölzgruppen genutzt.